# Støvring
Støvring és una ciutat danesa de la península de Jutlàndia, és la capital del municipi de Rebild que forma part de la regió de Nordjylland, ambdós creats l'1 de gener del 2007 com a resultat d'una reforma territorial.
La ciutat està situada a pocs quilòmetres al nord del Rold Skov (bosc Rold) i a uns 20 quilòmetres al sud d'Aalborg. Compta amb una estació de ferrocarril.